# 大炊御門経名
大炊御門 経名（おおいのみかど つねな）は、戦国時代の公卿。右大臣・大炊御門信量の子。官位は従一位・右大臣。大炊御門家16代当主。後土御門天皇（103代）・後柏原天皇（104代）・後奈良天皇（105代）の三帝にわたり仕えた。

## 経歴
文明16年（1484年）叙爵。その後、左近衛少将・左近衛中将・権中納言を経て、永正7年（1510年）には権大納言となった。この職にある際の永正8年（1511年）加賀国へ下向している。おそらく他の公卿と同様に経済的理由によると思われる。永正12年（1515年）に帰洛。右近衛大将に任じられて再び朝廷政務に復帰した。
永正15年（1518年）内大臣に任じられる。さらに大永元年（1521年）には右大臣に昇格した。翌年に従一位を授与された。大永3年（1523年）に右大臣を辞する。天文11年（1542年）出家し、自性院と号した。
天文22年（1553年）、薨去。嗣子がいないために大炊御門家は一時断絶となるが、その後、中山孝親の子の経頼が再興した。

## 系譜
- 父：大炊御門信量
- 母：正親町持季娘
- 妻：不詳
  - 女子：花山院家輔室
- 継承者
  - 男子：大炊御門経頼 - 中山孝親の子